# Olympische Winterspiele 2018/Biathlon – Mixed-Staffel
Die Mixed-Staffel im Biathlon bei den Olympischen Winterspielen 2018 fand am 20. Februar 2018 um 20:15 Uhr statt. Austragungsort war das Alpensia Biathlon Centre. Die französische Staffel mit Marie Dorin-Habert, Anaïs Bescond, Simon Desthieux und Martin Fourcade gewann die Goldmedaille. Silber ging an die Staffel aus Norwegen und Bronze an die Staffel aus Italien. Der Protest der viertplatzierten Deutschen aufgrund der Behinderung durch den italienischen Schlussläufer beim Zieleinlauf wurde abgelehnt.

## Wettkampfbeschreibung
In der Mixedstaffel mussten zuerst zwei Frauen eine Laufstrecke von jeweils 6 km in drei Runden absolvieren; nach den ersten beiden Runden war jeweils einmal der Schießstand anzulaufen. Beim ersten Mal musste liegend, beim zweiten Mal stehend geschossen werden. Pro Schießeinlage standen den Athletinnen bis zu drei Nachladepatronen zur Verfügung. Für jede Scheibe, die nach Abgabe aller acht Schüsse nicht getroffen wurden, musste eine Strafrunde mit einer Länge von 150 m absolviert werden. Die Staffelübergabe erfolgte durch eine eindeutige Berührung am Körper innerhalb einer vorgegebenen Wechselzone. Nach zwei Frauen gingen nacheinander zwei Männer ins Rennen. Deren Laufstrecke betrug 7,5 km, die ebenfalls in drei Runden zu absolvieren war. Für das Schießen galten die gleichen Regeln wie bei den Frauen. Der letzte Athlet lief am Ende seiner dritten Laufrunde nicht mehr in die Wechselzone, sondern direkt ins Ziel. Sieger war diejenige Nation, deren Staffel als erste das Ziel erreichte.
Totalanstieg: 2 × 156 m / 2 × 255 m; Maximalanstieg: 40 m; Höhenunterschied: 36 m 

20 Staffeln am Start, davon 2 überrundet.

## Ergebnisse
| Platz | Land Sportler                                                                          | Zeit                                                        | Strafrunden + Nachlader                                                     |
| ----- | -------------------------------------------------------------------------------------- | ----------------------------------------------------------- | --------------------------------------------------------------------------- |
| 1     | Frankreich Marie Dorin-Habert Anaïs Bescond Simon Desthieux Martin Fourcade            | 1:08:34,3 h 15:51,1 min 16:46,4 min 17:58,4 min 17:58,4 min | 0+4 (0+1, 0+3) 0+0 (0+0, 0+0) 0+4 (0+1, 0+3) 0+0 (0+0, 0+0) 0+0 (0+0, 0+0)  |
| 2     | Norwegen Marte Olsbu Tiril Eckhoff Johannes Thingnes Bø Emil Hegle Svendsen            | 1:08:55,2 h 16:16,9 min 16:55,1 min 17:24,4 min 18:18,8 min | 1+11 (0+5, 1+6) 0+3 (0+2, 0+1) 1+5 (0+2, 1+3) 0+1 (0+0, 0+1) 0+2 (0+1, 0+1) |
| 3     | Italien Lisa Vittozzi Dorothea Wierer Lukas Hofer Dominik Windisch                     | 1:09:01,2 h 15:44,1 min 16:34,4 min 18:17,4 min 18:25,3 min | 0+7 (0+1, 0+6) 0+0 (0+0, 0+0) 0+3 (0+0, 0+3) 0+1 (0+0, 0+1) 0+3 (0+1, 0+2)  |
| 4     | Deutschland Vanessa Hinz Laura Dahlmeier Erik Lesser Arnd Peiffer                      | 1:09:01,5 h 15:46,3 min 16:02,3 min 18:14,7 min 18:58,2 min | 1+7 (0+2, 1+5) 0+0 (0+0, 0+0) 0+1 (0+0, 0+1) 1+5 (0+2, 1+3)                 |
| 5     | Belarus Nadseja Skardsina Darja Domratschawa Sergei Botscharnikow Uladsimir Tschapelin | 1:09:29,8 h 16:10,7 min 16:10,5 min 18:29,8 min 18:38,8 min | 0+3 (0+2, 0+1) 0+0 (0+0, 0+0) 0+1 (0+0, 0+1) 0+1 (0+1, 0+0) 0+1 (0+1, 0+0)  |
| 6     | Finnland Laura Toivanen Kaisa Mäkäräinen Tero Seppälä Olli Hiidensalo                  | 1:09:38,2 h 16:46,6 min 16:01,2 min 18:30,6 min 18:19,8 min | 0+3 (0+1, 0+2) 0+1 (0+0, 0+1) 0+0 (0+0, 0+0) 0+2 (0+1, 0+1) 0+0 (0+0, 0+0)  |
| 7     | Ukraine Iryna Warwynez Julija Dschyma Dmytro Pidrutschnyj Artem Pryma                  | 1:09:46,4 h 16:18,6 min 16:29,6 min 18:22,9 min 18:35,3 min | 0+5 (0+3, 0+2) 0+1 (0+1, 0+0) 0+2 (0+1, 0+1) 0+1 (0+0, 0+1)                 |
| 8     | Tschechien Veronika Vítková Markéta Davidová Ondřej Moravec Michal Krčmář              | 1:10:13,6 h 16:07,4 min 16:54,6 min 18:24,4 min 18:47,2 min | 0+8 (0+5, 0+3) 0+3 (0+2, 0+1) 0+3 (0+3, 0+0) 0+1 (0+0, 0+1) 0+1 (0+0, 0+1)  |
| 9     | Olymp. Athl. Russland Uljana Kaischewa Tatjana Akimowa Anton Babikow Matwei Jelissejew | 1:10:49,1 h 16:20,9 min 16:41,9 min 18:16,9 min 19:29,4 min | 0+10 (0+6, 0+4) 0+3 (0+2, 0+1) 0+1 (0+0, 0+1) 0+2 (0+1, 0+1) 0+4 (0+3, 0+1) |
| 10    | Österreich Lisa Hauser Katharina Innerhofer Simon Eder Julian Eberhard                 | 1:10:56,3 h 16:53,8 min 17:09,9 min 18:11,5 min 18:41,1 min | 0+14 (0+6, 0+8) 0+4 (0+1, 0+3) 0+5 (0+2, 0+3) 0+1 (0+1, 0+0) 0+4 (0+2, 0+2) |
| 11    | Schweden Mona Brorsson Hanna Öberg Jesper Nelin Fredrik Lindström                      | 1:11:07,5 h 17:37,5 min 16:23,7 min 18:29,5 min 18:36,8 min | 2+8 (0+2, 2+6) 2+3 (0+0, 2+3) 0+1 (0+0, 0+1) 0+3 (0+2, 0+1) 0+1 (0+0, 0+1)  |
| 12    | Kanada Rosanna Crawford Julia Ransom Brendan Green Christian Gow                       | 1:11:11,0 h 16:18,8 min 17:14,5 min 18:57,9 min 18:39,8 min | 0+9 (0+2, 0+7) 0+2 (0+1, 0+1) 0+2 (0+0, 0+2) 0+3 (0+1, 0+2) 0+2 (0+0, 0+2)  |
| 13    | Schweiz Elisa Gasparin Lena Häcki Benjamin Weger Serafin Wiestner                      | 1:11:31,4 h 16:48,1 min 17:21,8 min 18:02,7 min 19:18,8 min | 1+13 (1+6, 0+7) 0+4 (0+1, 0+3) 1+5 (1+3, 0+2) 0+1 (0+1, 0+0) 0+3 (0+1, 0+2) |
| 14    | Slowenien Urška Poje Anja Eržen Klemen Bauer Jakov Fak                                 | 1:11:55,6 h 16:55,3 min 17:59,5 min 18:05,0 min 18:55,8 min | 1+7 (0+0, 1+7) 0+2 (0+0, 0+2) 1+3 (0+0, 1+3) 0+0 (0+0, 0+0) 0+2 (0+0, 0+2)  |
| 15    | USA Susan Dunklee Joanne Reid Tim Burke Lowell Bailey                                  | 1:12:05,4 h 16:07,9 min 18:50,7 min 18:29,1 min 18:37,7 min | 3+9 (0+3, 3+6) 0+2 (0+2, 0+0) 3+3 (0+0, 3+3) 0+3 (0+0, 0+3) 0+1 (0+1, 0+0)  |
| 16    | Polen Magdalena Gwizdoń Kamila Żuk Andrzej Nędza-Kubiniec Grzegorz Guzik               | 1:12:17,9 h 16:10,0 min 16:38,8 min 19:39,3 min 19:49,8 min | 0+8 (0+4, 0+4) 0+1 (0+1, 0+0) 0+2 (0+0, 0+2) 0+1 (0+0, 0+1) 0+4 (0+3, 0+1)  |
| 17    | Bulgarien Emilija Jordanowa Daniela Kadewa Krassimir Anew Wladimir Iliew               | 1:12:31,7 h 16:49,9 min 17:46,0 min 18:56,2 min 18:59,6 min | 0+11 (0+7, 0+4) 0+1 (0+1, 0+0) 0+3 (0+2, 0+1) 0+4 (0+1, 0+3) 0+3 (0+3, 0+0) |
| 18    | Kasachstan Galina Wischnewskaja Alina Raikowa Roman Jeremin Maxim Braun                | 1:14:13,7 h 16:09,1 min 17:39,5 min 20:12,0 min 20:13,1 min | 3+7 (3+4, 0+3) 0+1 (0+0, 0+1) 3+3 (3+3, 0+0) 0+2 (0+1, 0+1)                 |
| 19    | Litauen Natalija Kočergina Diana Rasimovičiūtė Tomas Kaukėnas Vytautas Strolia         | – 18:16,3 min LAP 0                                         | 1+7 (0+4, 1+3) 1+5 (0+2, 1+3) 0+2 (0+2, 0+0) 0                              |
| 20    | Slowakei Paulína Fialková Anastasiya Kuzmina Matej Kazár Martin Otčenáš                | – 21:33,9 min LAP 0                                         | 5+10 (4+6, 1+4) 5+6 (4+3, 1+3) 0+4 (0+3, 0+1) 0                             |